# Желтоноговские Выселки
Желтоноговские Выселки — деревня в Ельниковском районе Мордовии России. Входит в состав Новодевиченского сельского поселения.

## История
Основано в начале XX века переселенцами из села Желтоногово. ВПо данным на 1914 год Желтоноговский Выселок деревня из 36 дворов Краснослободского уезда.

## Население
| 2002 | 2010 |
| ---- | ---- |
| 12   | ↘4   |

Национальный состав
Согласно результатам Всероссийской переписи населения 2002 года, в национальной структуре населения русские составляли 100 %.